# Cellatica
Cellatica (lombardul: Salàdega) település Olaszországban, Lombardia régióban, Brescia megyében. Lakosainak száma 4843 fő (2023. január 1.). Cellatica Brescia, Collebeato, Concesio és Gussago községekkel határos.

## Népesség
A település lakossága az elmúlt években az alábbi módon változott:
| Lakosok száma | 4937 | 4903 | 4843 |
|               | 2017 | 2018 | 2023 |